# 1986 dans la police
Cet article présente les faits marquants de l'année 1986 dans la police.

## Évènements
- Nuit du 5 au 6 décembre : 
  - Mort de Malik Oussekine, à la suite de violences policières. Ce qui entrainera la dissolution de l'unité de police des voltigeurs, à la suite de cette affaire.
  - Mort d'Abdel Benyahia, à la suite de violences policières, à Pantin.